# Fény az éjszakában
A Fény az éjszakában (A Spark. To Pierce the Dark.) a Született feleségek (Desperate Housewives) című amerikai filmsorozat százötödik epizódja. Az Amerikai Egyesült Államokban először az ABC (American Broadcasting Company) adó vetítette 2009. március 22-én.

## Az epizód cselekménye
Karl éppen abba az iskolába íratja be a fiát, ahol Susan rajzot tanít, így Susannek akad néhány kellemetlen perce a volt férje gúnyos társaságában. Később a gyermek állandóan halottakat rajzol, ezért Susan szól az iskolapszichológusnak. Carlosnak egyre kevesebb ideje marad a munka mellett Gabrielle-re, ezért Gaby Tomnak panaszkodik. A pszichiáter rájön, hogy Orson azért lop, hogy Bree-t ily módon büntesse. Az asszonynak ettől hatalmas lelkiismeret-furdalása támad, s el akarja adni a cégét, hogy többet törődhessen a férjével. Lynette nehezen viseli a folyamatos túlórázást, ezért mindent megtesz, hogy a rabszolgahajcsár főnöke távozzon a cégtől. Mindeközben vészesen közeleg Dave bosszújának pillanata.

## Mellékszereplők
- Richard Burgi - Karl Mayer
- Kathryn Joosten - Karen McCluskey
- Lesley Boone - Lucy Blackburn
- John Rubinstein - Hobson igazgató
- Ken Lerner - Dr. Bernstein
- Gloria LeRoy - Rose Kemper
- William Schallert - Ken
- Madison De La Garza - Juanita Solis
- Daniella Baltodano - Celia Solis
- Quinton Medina - Charlie
- Sawyer Church - Evan Mayer
- David Grant Wright - Mr. Dinsmore

## Mary Alice epizódzáró monológja
- A narrátor, Mary Alice monológja az epizód végén így hangzik (a magyar változat alapján):

"Igen. Az élet tele van kellemetlen megrázkódtatásokkal. És ezek a sokkok mindig akkor érnek, amikor a legkevésbé számítunk rájuk. És amikor a szívünk kihagy egy pillanatra, a kérdés mindig az, hogy vajon túléljük-e."

## Epizódcímek más nyelveken
- Angol: A Spark. To Pierce the Dark. (Szikra a sötétben)
- Német: Ein ganz einfacher PlanE (Egy egyszerű terv)
- Olasz: Una scintilla nell'oscurità (Egy szikra a sötétben)